# Імунітет держави
Імунітет держави (або суверенний імунітет) — у міжнародному праві принцип, відповідно до якого суверенна держава не підпорядковується органам влади інших держав.
Принцип імунітету держави ґрунтується на понятті про суверенну рівність, закріплену в Статуті ООН (1945) й розкритому в Декларації про засади міжнародного права (1970). При цьому саме поняття суверенної рівності виникло значно раніше.
Цей принцип поширюється як на законодавчу й виконавчу, так і на судову юрисдикції чужоземної держави.
Натепер не існує єдиної загальносвітової практики врегулювання питань, пов'язаних із застосуванням концепції імунитету держави. Почасти цей тягар лягає на національні законодавства.
2004 року Генеральною Асамблеєю ООН була ухвалена Конвенція ООН про юрисдикційні імунитети держав і їхньої власності. Однак ця конвенція набере чинности тільки після того, як її ратификують 30 держав.